# Tipula kinzelbachi
Tipula kinzelbachi är en tvåvingeart som beskrevs av Günther Theischinger 1982. Tipula kinzelbachi ingår i släktet Tipula och familjen storharkrankar.
Artens utbredningsområde är Syrien. Inga underarter finns listade i Catalogue of Life.